# Ferrari Driver Academy
Ferrari Driver Academy é uma iniciativa da equipe de Fórmula 1 da Ferrari para promover jovens talentos dentro de sua própria organização, com vários pilotos sendo selecionados e financiados pela equipe, estando sob contratos de longo prazo.

## História

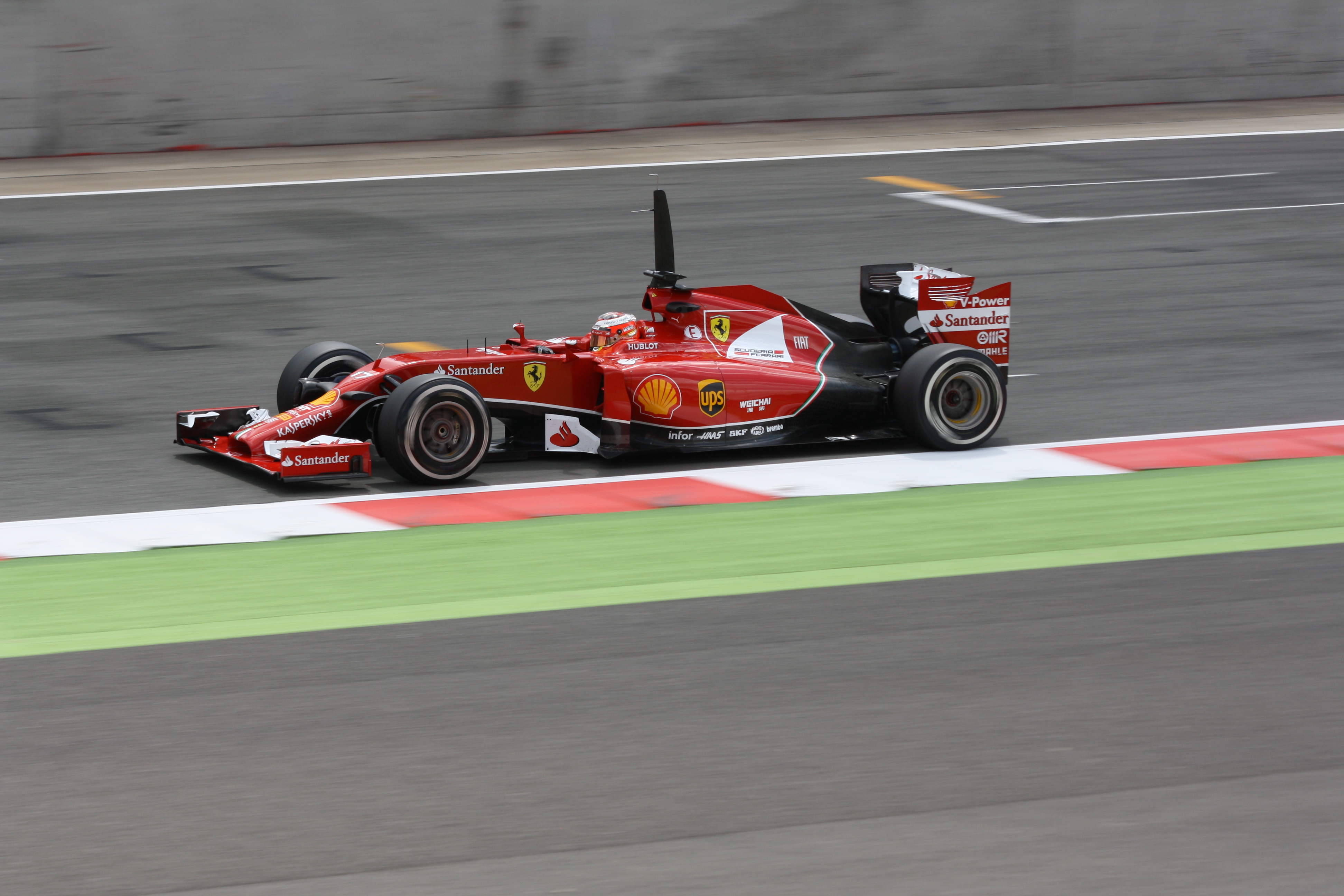
Jules Bianchi testando o carro da Ferrari no Circuito de Silverstone, em 2014

A FDA teve origem no início dos anos 2000, quando a Ferrari começou a dar suporte ao piloto Felipe Massa, que acumulava vários títulos na base e buscava um lugar na Fórmula 1. Massa foi apadrinhado pela equipe italiana, que o contratou para ser seu reserva e o promoveu a titular em 2006. Em 2009, a Ferrari começou a recrutar mais jovens para seu programa de desenvolvimento, com o pioneiro sendo Jules Bianchi. Ele também foi reserva da Ferrari, contudo, o acidente sofrido no GP do Japão de 2014 interrompeu sua carreira e encurtou sua vida. A Ferrari também promoveu um campeonato para pilotos juniores, a Futuro Fiat, e anunciou que o campeão faria parte da FDA. O título foi para o piloto Sergio Pérez, que estreou na F1 em 2011 e ficou na academia da Ferrari até 2012.

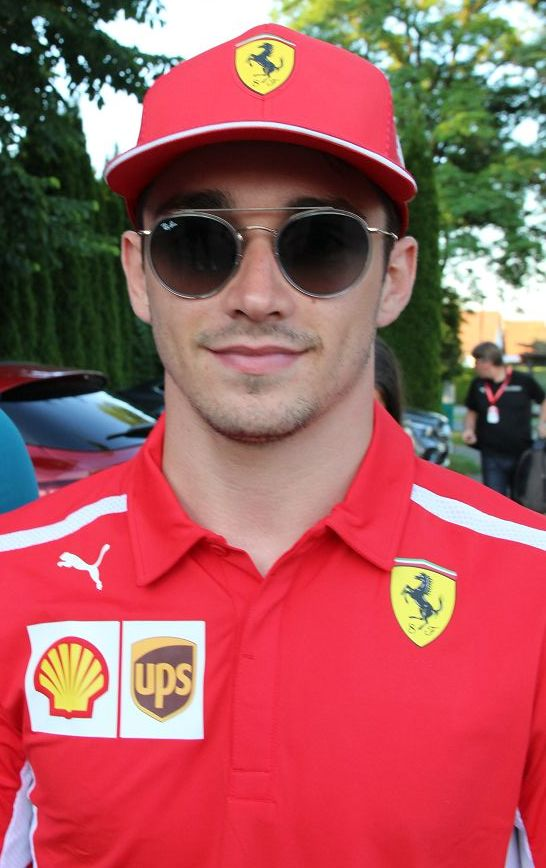
Charles Leclerc em 2019, sua temporada de estreia pela Ferrari

Desde então, a Ferrari revelou diversos pilotos, tanto para as categorias de base quanto para categorias profissionais, como a Fórmula 1. O maior destaque da atualidade é Charles Leclerc, piloto da Ferrari desde 2019. Outro piloto da F1 que também pertence à academia é Oliver Bearman, que fez sua estreia pela escuderia em 2024 na etapa da Arábia Saudita e está com contrato assinado para correr pela Haas em 2025. Também já passaram pela FDA os pilotos da F1 Lance Stroll, Guanyu Zhou e Mick Schumacher, e os pilotos da IndyCar Marcus Armstrong e Callum Ilott.
A Ferrari organizou em 2014 a Florida Winter Series, uma competição de inverno com carros de fórmula que não dava títulos de campeão e vice aos seus pilotos, visando apenas preparar jovens pilotos para os campeonatos de base mais importantes. A categoria teve a participação do futuro campeão de F1 Max Verstappen, que venceu duas provas, do ex-F1 Nicholas Latifi, que venceu quatro, do piloto da F1 Lance Stroll, que fez dois pódios, de Tatiana Calderón, que foi a única mulher a vencer uma prova, e de Will Buxton, que se tornou repórter oficial da F1.
A Ferrari também promove, em parceria com a FIA, a Girls On Track, seletiva que tem a intenção de revelar jovens pilotas. As vencedoras se juntam à FDA e ganha vaga na equipe Iron Dames em categorias europeias de Fórmula 4. A primeira vencedora foi Maya Weug, que também se tornou a primeira mulher a entrar para a Ferrari Driver Academy e representa a escuderia italiana na F1 Academy em 2024.
Além de Massa, os outros pilotos brasileiros que já fizeram parte da FDA foram Gianluca Petecof, que venceu a Fórmula Regional Europeia de 2020 e atualmente corre na Stock Car, e Enzo Fittipaldi, vencedor da Fórmula 4 Italiana que atualmente corre na Fórmula 2. Neste ano, há dois brasileiros nesta academia: Rafael Câmara, campeão da Fórmula Regional Europeia de 2024, e Aurelia Nobels, vencedora da Girls On Track de 2022 que compete na F1 Academy em 2024.

## Pilotos atuais
| Piloto             | Anos  | Série atual                                                | Títulos como membro da FDA                                             |
| ------------------ | ----- | ---------------------------------------------------------- | ---------------------------------------------------------------------- |
| Dino Beganovic     | 2020- | Campeonato de Fórmula 2 da FIA                             | Fórmula Regional Europeia (2022)                                       |
| Maya Weug          | 2021- | F1 Academy                                                 | Nenhum como membro da Ferrari Driver Academy                           |
| Rafael Câmara      | 2022- | Campeonato de Fórmula 3 da FIA                             | Fórmula Regional Europeia (2024) Campeonato de Fórmula 3 da FIA (2025) |
| Tuukka Taponen     | 2023– | Campeonato de Fórmula 3 da FIA                             | Fórmula Regional do Oriente Médio (2024)                               |
| Aurelia Nobels     | 2023– | Campeonato Espanhol de Inverno Eurocup-4 F1 Academy (2024) | Nenhum como membro da Ferrari Driver Academy                           |
| Maria Germano Neto | 2023– | Kart (COTF)                                                | Nenhum como membro da Ferrari Driver Academy                           |
| Noah Baglin        | 2025– | Kart (OKJ)                                                 | Nenhum como membro da Ferrari Driver Academy                           |
| Filippo Sala       | 2025– | Kart ̈(OK)                                                  | Nenhum como membro da Ferrari Driver Academy                           |
| Alba Hurup Larsen  | 2026– | F1 Academy                                                 | Nenhum como membro da Ferrari Driver Academy                           |
| Niccolò Maccagnani | 2026– | Formula 4                                                  | Nenhum como membro da Ferrari Driver Academy                           |
| Fonte:             |       |                                                            |                                                                        |

## Ex pilotos
| Piloto             | Anos      | Categoria | Equipes na Fórmula 1                                                                                              |
| ------------------ | --------- | --- | --- |
| Jules Bianchi      | 2009-2014 | Fórmula 3 Euro Series (2009) GP2 Series (2010-2011) Renault Sport Series (2012) Fórmula 1 (2013-2014) | Marussia (2013-2014)                                                                                              |
| Mirko Bortolotti   | 2010      | GP3 Series (2010) | |
| Sebastián Montoya  | 2018      | Kart (2018) | |
| Marcus Armstrong   | 2017-2021 | Campeonato de Fórmula Regional da Oceania (2017-2019) Campeonato Italiano de Fórmula 4 (2017) ADAC Fórmula 4 (2017) Campeonato Europeu de Fórmula 3 da FIA (2018) Campeonato de Fórmula 3 da FIA (2019) Campeonato de Fórmula 2 da FIA (2020-2021) | |
| Gianluca Petecof   | 2017-2020 | Campeonato Italiano de Fórmula 4 (2018-2019) ADAC Fórmula 4 (2018-2019) Campeonato de Fórmula Regional Europeia (2020) | |
| Enzo Fittipaldi    | 2017-2020 | ADAC Fórmula 4 (2017-2018) Campeonato Italiano de Fórmula 4 (2017-2018) Campeonato de Fórmula Regional Europeia (2019) Campeonato de Fórmula 3 da FIA (2020)                                                                                       | |
| Giuliano Alesi     | 2016-2020 | GP3 Series (2016-2018) Campeonato de Fórmula 2 da FIA (2019-2020) | |
| Charles Leclerc    | 2016-2018 | GP3 Series (2016) Campeonato de Fórmula 2 da FIA (2017) | Sauber (2018) Ferrari (2019 - presente)                                                                           |
| Guanyu Zhou        | 2014-2018 | Campeonato Italiano de Fórmula 4 (2015) ADAC Fórmula 4 (2015) Campeonato de Fórmula Regional da Oceania (2016) Campeonato Europeu de Fórmula 3 da FIA (2016-2018)                                                                                  | Alfa Romeo (2022-2023) Sauber (2024)                                                                              |
| Antonio Fuoco      | 2013-2018 | Fórmula Renault 2.0 Copa da Europa Central (2013) Campeonato Europeu de Fórmula 3 da FIA (2014) GP3 Series (2015-2016) Campeonato de Fórmula 2 da FIA (2017-2018)                                                                                  | |
| Sergio Pérez       | 2010-2012 | GP2 Series (2010) Fórmula 1 (2011-2012) | Sauber (2011-2012) McLaren (2013) Force India (2014-2018) Racing Point (2019-2020) Red Bull Racing (2021presente) |
| Lance Stroll       | 2010-2015 | Kart (2010-2013) Campeonato Italiano de Fórmula 4 (2014) Campeonato de Fórmula Regional da Oceania (2015) Campeonato Europeu de Fórmula 3 da FIA (2015-2016)                                                                                       | Williams (2017-2018) Racing Point (2019-2020) Aston Martin Racing (2021-presente)                                 |
| Raffaele Marciello | 2010-2015 | Fórmula Abarth (2010) Campeonato Italiano de Fórmula 3 (2011) Campeonato de Fórmula Regional da Oceania (2012) Fórmula 3 Euro Series (2012) Campeonato Europeu de Fórmula 3 da FIA (2012-2013) GP2 Series (2014-2015)                              | |
| Daniel Zampieri    | 2010      | Renault Sport Series (2010) | |
| Brandon Maïsano    | 2010-2012 | Fórmula Abarth (2010) Campeonato Italiano de Fórmula 3 (2011-2012) | |
| Mick Schumacher    | 2019-2022 | Campeonato de Fórmula 2 da FIA (2019-2020) | Haas (2021-2022)                                                                                                  |
| Callum Ilott       | 2017-2022 | GP3 Series (2018) Campeonato de Fórmula 2 da FIA (2017, 2019-2020) | |
| Arthur Leclerc     | 2020-2023 | Campeonato de Fórmula Regional Europeia (2020) Campeonato de Fórmula 3 da FIA (2021-2022) Campeonato de Fórmula 2 da FIA (2023) | |
| James Wharton      | 2021-2023 | ADAC Fórmula 4 (2022) Fórmula 4 dos Emirados Árabes Unidos (2022-2023) Fórmula 4 Italiana (2022-2023) Campeonato Euro 4 | |
| Laura Camps Torras | 2022      | Kart (2022) | |
| Robert Shwartzman  | 2017-2022 | Toyota Racing Series (2018) Campeonato Europeu de Fórmula 3 da FIA (2018) Campeonato de Fórmula 3 da FIA (2019) Campeonato de Fórmula 2 da FIA (2020-2021)                                                                                         | |

- Títulos do campeonato destacados em negrito..
- † indica os pilotos de Fórmula 1 atualmente em atividade.

## Equipe de e-sports da FDA
| Piloto             | Anos  | Categoria                                                                         | Títulos como membro do FDA                                                             |
| ------------------ | ----- | --------------------------------------------------------------------------------- | -------------------------------------------------------------------------------------- |
| Giovanni De Salvo  | 2021- | E-sports do Desafio Intercontinental GT                                           | GT World Challenge E-sports Europe Endurance Cup (2021) Ferrari E-sports Series (2020) |
| Kasper Stoltze     | 2021- | Série Virtual Le Mans                                                             | "Nenhum como membro da Ferrari Driver Academy"                                         |
| Jordy Zwiers       | 2021- | Série Virtual Le Mans                                                             | "Nenhum como membro da Ferrari Driver Academy"                                         |
| Martin Dyrlund     | 2021- | Série Virtual Le Mans                                                             | "Nenhum como membro da Ferrari Driver Academy"                                         |
| Danilo Santoro     | 2022- | E-sports do Desafio Intercontinental GT                                           | "Nenhum como membro da Ferrari Driver Academy"                                         |
| Daniel Savini      | 2022- | E-sports do Desafio Intercontinental GT                                           | "Nenhum como membro da Ferrari Driver Academy"                                         |
| Cristiano Michel   | 2022- | Série Virtual Le Mans                                                             | "Nenhum como membro da Ferrari Driver Academy"                                         |
| Hugo Merlhes       | 2022- | Esports do Desafio Intercontinental GT                                            | "Nenhum como membro da Ferrari Driver Academy"                                         |
| Jonathan Riley     | 2022- | Série de e-sports da Ferrari                                                      | Série de e-sports da Ferrari (2022)                                                    |
| Mirko Suriano      | 2022- | Série de e-sports da Ferrari                                                      | PSGL S2 série E                                                                        |
| Bari Boroumand     | 2023- | E-sports de F1                                                                    | "Nenhum como membro da Ferrari Driver Academy"                                         |
| Nicolas Longuet    | 2023- | E-sports de F1                                                                    | "Nenhum como membro da Ferrari Driver Academy"                                         |
| Tomasz Poradzisz   | 2023- | E-sports de F1                                                                    | PSGL S2 série E                                                                        |
| Dylan Warren       | 2023- | E-sports de F1                                                                    | PSGL S2 série E                                                                        |
| István Puki        | 2023- | E-sports de F1                                                                    | PSGL S2 série E                                                                        |
| Kamil Stachura     | 2023- | E-sports de F1                                                                    | PSGL S2 série E                                                                        |
| Chris Harteveld    | 2023- | SRO Intercontinental GT Challenge Esports Série SRO Esports Sim Pro               | Série SRO Esports Sim Pro                                                              |
| Dennis Jordan      | 2023- | Desafio rFactor 2 GT Campeonato Mundial de Endurance Virtual de Fórmula SimRacing | Desafio rFactor 2 GT                                                                   |
| Alex Siebel        | 2023- | Desafio rFactor 2 GT Campeonato Mundial de Endurance Virtual de Fórmula SimRacing | "Nenhum como membro da Ferrari Driver Academy"                                         |
| Timótej Andonovski | 2023- | Desafio rFactor 2 GT Campeonato Virtual de Resistência                            | "Nenhum como membro da Ferrari Driver Academy"                                         |
| Isaac Gillissen    | 2024- | SRO Intercontinental GT Challenge Esports Campeonato Virtual de Resistência       | "Nenhum como membro da Ferrari Driver Academy"                                         |
| Mikhail Statsenko  | 2024- | SRO Intercontinental GT Challenge Esports                                         | "Nenhum como membro da Ferrari Driver Academy"                                         |
| Grantas Kareckas   | 2024- | SRO Intercontinental GT Challenge Esports                                         | "Nenhum como membro da Ferrari Driver Academy"                                         |
| Gergő Báldi        | 2024- | SRO Intercontinental GT Challenge Esports                                         | "Nenhum como membro da Ferrari Driver Academy"                                         |

## Ex membros do FDA E-sports
| Piloto                  | Anos      | Categoria                                                                          | Títulos como membro do FDA E-sports                                      |
| ----------------------- | --------- | ---------------------------------------------------------------------------------- | ------------------------------------------------------------------------ |
| Amós Laurito            | 2019      | F1 Esports (2019) SRO GT World Challenge Europe Endurance Cup (2020)               | "Nenhum como membro da Ferrari Driver Academy"                           |
| Gianfranco Giglioli     | 2019      | E-sports de F1 (2019)                                                              | "Nenhum como membro da Ferrari Driver Academy"                           |
| Enzo Bonito             | 2020      | F1 Esports (2020) Campeonato SRO E-Sport GT Series (2020)                          | "Nenhum como membro da Ferrari Driver Academy"                           |
| Filip Prešnajder        | 2020      | Esportes de F1 (2020)                                                              | "Nenhum como membro da Ferrari Driver Academy"                           |
| Domenico Lovece         | 2021      | Esportes de F1 (2021)                                                              | "Nenhum como membro da Ferrari Driver Academy"                           |
| David Tonizza           | 2019-2022 | F1 Esports GT World Challenge Esports Europa Intercontinental GT Challenge Esports | F1 Esports (2019) GT World Challenge Esports Europe Endurance Cup (2021) |
| Bence Szabó-Kónyi       | 2021-2022 | E-sports de F1                                                                     | "Nenhum como membro da Ferrari Driver Academy"                           |
| Brendon Leigh           | 2021-2022 | E-sports de F1                                                                     | "Nenhum como membro da Ferrari Driver Academy"                           |
| Fabrício Donoso Delgado | 2022      | E-sports de F1                                                                     | "Nenhum como membro da Ferrari Driver Academy"                           |
| Kamil Pawłowski         | 2022      | GT World Challenge Esports Europa Intercontinental GT Challenge Esports            | Série de -Esports da Ferrari (2021)                                      |

## E-sports
Em 2019, a equipe Ferrari formou o Team FDA Esports para competir na Formula One Esports Series .Sua primeira vitória no campeonato veio no mesmo ano, com o italiano David Tonizza vencendo o Campeonato de Pilotos.
Em 2020, Enzo Bonito e Filip Prešnajder juntaram-se à equipa. Uma temporada muito mais difícil estava por vir, com a equipe Ferrari conquistando apenas 2 vitórias na temporada, ambas vencidas por Tonizza.
Em 2021, o bicampeão de esportes Brendon Leigh juntou-se à equipe Mercedes para fazer parceria com Tonizza. Terminaram em 4º lugar na classificação do campeonato por equipes com 125 pontos, 1 vitória e 2 pódios, ambos do Tonizza.
Em 2022, Fabrizio Donoso trocou Presnajder da Alpine para se juntar a Leigh e Tonizza na Ferrari. Eles sofreram sua pior temporada até o momento, ficando a um pódio de Leigh e terminando em 7º na classificação do campeonato por equipes.

### Resultados completos da F1 E-sports Series
| Ano  | Chassis        | Piloto              | 1   | 2   | 3   | 4   | 5   | 6   | 7   | 8   | 9   | 10  | 11  | 12  | Pontos | CMI |
| ---- | -------------- | ------------------- | --- | --- | --- | --- | --- | --- | --- | --- | --- | --- | --- | --- | ------ | --- |
| 2019 | Ferrari SF90   |                     | BHR | CHN | AZE | CAN | RBR | GBR | GER | BEL | ITA | JPN | USA | BRA | 184    | 2nd |
| 2019 | Ferrari SF90   | David Tonizza       | 1   | 1   | 3   | 8   | 1   | 5   | 3   | 4   | 3   | 4   | 6   | 2   | 184    | 2nd |
| 2019 | Ferrari SF90   | Amos Laurito        | 16  | 16  | 13  | 19  | 16  |     | 19  | 17  |     | 20  | 17  |     | 184    | 2nd |
| 2019 | Ferrari SF90   | Gianfranco Giglioli |     |     |     |     |     | 17  |     |     | 16  |     |     | 15  | 184    | 2nd |
| 2020 | Ferrari SF1000 |                     | BHR | VIE | CHN | NED | CAN | RBR | GBR | BEL | ITA | JPN | MEX | BRA | 100    | 5th |
| 2020 | Ferrari SF1000 | David Tonizza       | 20  | 1   | 19  | 11  | Ret | 10  | 5   | 8   | 1   | 7   | Ret | 6   | 100    | 5th |
| 2020 | Ferrari SF1000 | Enzo Bonito         | 14  | 7   | 20  | 10  | 11  | 11  | 8   |     | 5   | 14  | 11  | 19  | 100    | 5th |
| 2020 | Ferrari SF1000 | Filip Prešnajder    |     |     |     |     |     |     |     | 11  |     |     |     |     | 100    | 5th |
| 2021 | Ferrari SF21   |                     | BHR | CHN | RBR | GBR | ITA | BEL | POR | NED | USA | EMI | MEX | BRA | 125    | 4th |
| 2021 | Ferrari SF21   | David Tonizza       | 9   | 14  | 5   | 10  | 15  | 3   | 6   | 5   | 5   | 1   | 9   |     | 125    | 4th |
| 2021 | Ferrari SF21   | Brendon Leigh       | 12  | 6   | 8   | 6   | 19  | 18  | 17  | 9   | 11  | 5   | 5   | 18  | 125    | 4th |
| 2021 | Ferrari SF21   | Domenico Lovece     |     |     |     |     |     |     |     |     |     |     |     | 11  | 125    | 4th |
| 2022 | Ferrari F1-75  |                     |     |     |     |     |     |     |     |     |     |     |     |     |        |     |